# میلیون‌ها شنبه
«میلیون‌ها شنبه» (انگلیسی: Saturday's Millions) فیلمی در ژانر درام به کارگردانی ادوارد سجویک است که در سال ۱۹۳۳ منتشر شد.

## بازیگران
- رابرت یانگ
- اندی دیواین
- لیلا هیامز
- جانی مک براون
- ماری کارلایل
- گرانت میچل